# Maulbeergewächse
Die Maulbeergewächse (Moraceae) sind eine Familie in der Ordnung der Rosenartigen (Rosales). Sie enthält 37 bis 40 Gattungen und etwa 1100 (bis 1400) Arten. Arten aus dieser Familie werden auf unterschiedliche Weise genutzt. Viele Ficus-Arten und ihre Sorten sind Zierpflanzen. Einige Arten bilden essbare Früchte und von vielen Arten wird das Holz genutzt.

## Beschreibung und Ökologie

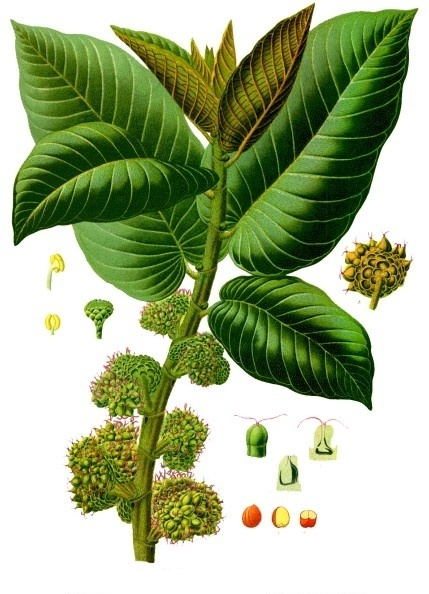
Tribus Castilleae: Illustration von Castilla elastica

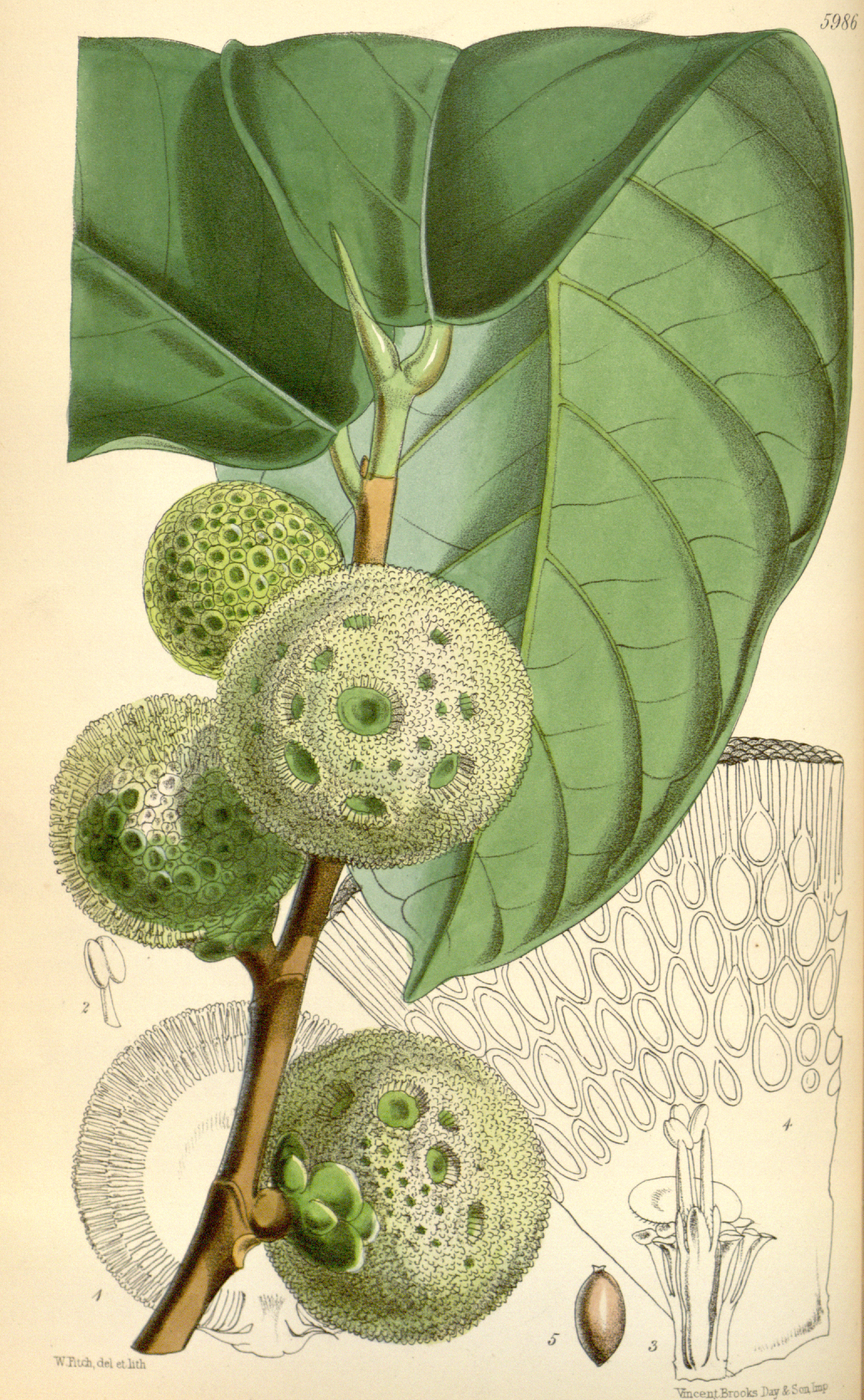
Tribus Artocarpeae: Illustration von Treculia africana

### Erscheinungsbild und Blätter
Es sind meist verholzende, seltener einjährige (Fatoua) bis ausdauernde (Dorstenia) krautige Pflanzen. Das Spektrum an Lebensformen bei den verholzenden Arte ist vielfältig: meist immergrün oder seltener laubabwerfend, leptokaul (Pflanzen mit relativ schlanker, reich verzweigter Sprossachse) bis pachykaul (Pflanzen mit dicker, nicht oder wenig verzweigter Sprossachse), Bäume, Sträucher, Halbsträucher, Lianen. Einige Arten wachsen als halbepiphytisch oder Sukkulenten. Alle Arten enthalten einen weißen oder wässerigen Milchsaft (Latex), bei Malaisia und Fatoua ist er farbig. Das Sekundäre Dickenwachstum geht von einem konventionellen Kambiumring aus.
Die Blätter sind meist wechselständig, und zwar schraubig oder zweizeilig, selten gegenständig an den Zweigen oder Stängeln angeordnet (Phyllotaxis). Die Laubblätter sind meist deutlich in Blattstiel und Blattspreite gegliedert. Das Aussehen der ledrigen bis krautigen, einfachen Blattspreiten ist sehr variabel: ganzrandig, gezähnt oder gelappt. Es sind immer Nebenblätter vorhanden, die entweder frei stehen oder, wie im Fall von Ficus, verwachsen sind und das junge Blatt schützend umhüllen.

### Blüten-/Fruchtstände, Blüten, Früchte und Samen sowie Synökologie
Die Arten sind einhäusig (monözisch) oder zweihäusig (diözisch) getrenntgeschlechtig. Die meist paarig gebildeten Blütenstände enthalten entweder nur Blüten eines oder beider Geschlechter. Sie können rispig, ährig oder als Köpfchen ausgebildet sein; teils sind viele kleine Einzelblüten zu einer von Hochblättern umgebenen Scheinblüte (Pseudanthium) zusammengefasst, in der sie manchmal auch miteinander verwachsen sind.
Bei den immer eingeschlechtigen Blüten ist die Blütenhülle reduziert. Wenn eine Blütenhülle vorhanden ist, dann ist es ein einfaches Perianth mit meist vier oder fünf, selten bis zu acht meist häutigen Blütenhüllblättern.
Männliche Blüten enthalten ein bis drei (bis sechs) freie Staubblätter. In der Blütenknospe sind die Staubfäden nach innen gebogen oder gerade.
Die Blütenhüllblätter weiblicher Blüten sind oft untereinander oder mit dem Blütenboden verwachsen; dies wird als Anpassung gegen phytophage Insekten (Fressfeinde) gedeutet. In weiblichen Blüten sind ein bis drei, meist zwei Fruchtblätter zu einem meist ein-, selten zweikammerigen, unterständigen bis oberständigen Fruchtknoten verwachsen. Die Samenanlagen sind anatrop. In jeder weiblichen Blüte gibt es einen oder meist zwei Griffel, die in einer einfachen oder zweispaltigen Narbe enden.
Die Bestäubung erfolgt durch den Wind (Anemophilie) oder durch Insekten (Entomophilie). Die ursprünglichen Taxa sind windbestäubt. Mindestens zweimal entstanden insektenbestäubte Taxa. Die Taxa mit nach innen gebogenen Staubfäden sind windbestäubt und beim Öffnen der Blüten springen die Staubblätter nach außen und entlassen den Pollen. Die Taxa mit geraden Staubfäden werden von Insekten bestäubt. Die Gattung Ficus enthält mit etwa 750 Arten mehr als die Hälfte der Gesamtarten der Moraceae und zeichnet sich durch einen stark spezialisierten Blütenstand („Sykonium“) und eine obligate (von lateinisch obligare für anbinden, verpflichten) Symbiose (Mutualismus) mit den sie bestäubenden Feigen-Wespen aus, die vor mindestens 80 bis 90 Millionen Jahren entstand.
Die Früchte sind immer einsamig und es werden Steinfrüchte oder (achänenähnliche) Nussfrüchte und seltener Früchte mit fleischigem Perianth gebildet, die manchmal in Fruchverbänden oder Sammelfrüchten zusammenstehen. Die Samen können Endosperm enthalten, das ölhaltig sein kann. Der gerade oder gekrümmte Embryo besitzt zwei Keimblätter (Kotyledonen), aber meist ist eines reduziert. Als Diaspore fungiert der Samen, die Frucht, der Fruchtstand oder der Fruchtverband.

### Chromosomenzahlen
Die Chromosomengrundzahl beträgt x = 7, 12 oder 13 bis viele. Die Variation ist bei Dorstenia besonders groß.

## Ökologie
Die Früchte vieler Arten sind wichtige Nahrung vieler Tierarten.

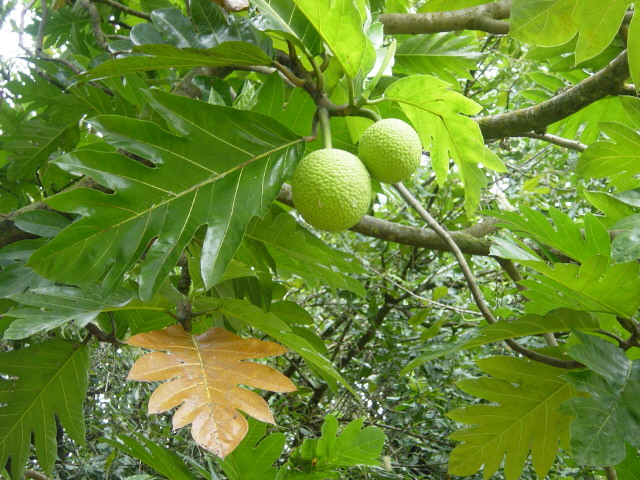
Tribus Artocarpeae: Brotfruchtbaum (Artocarpus altilis)

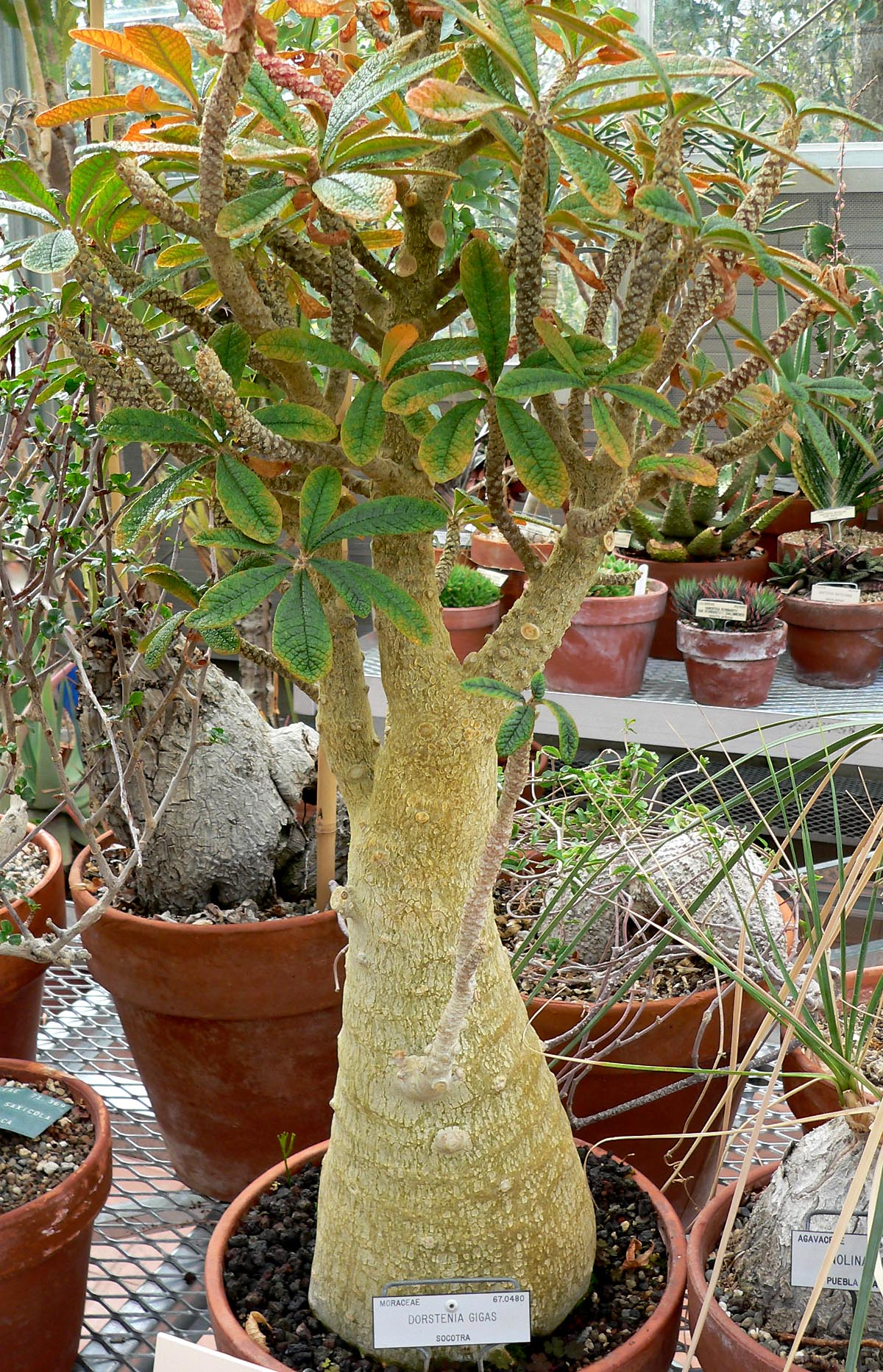
Tribus Dorstenieae: Sukkulente Dorstenia gigas

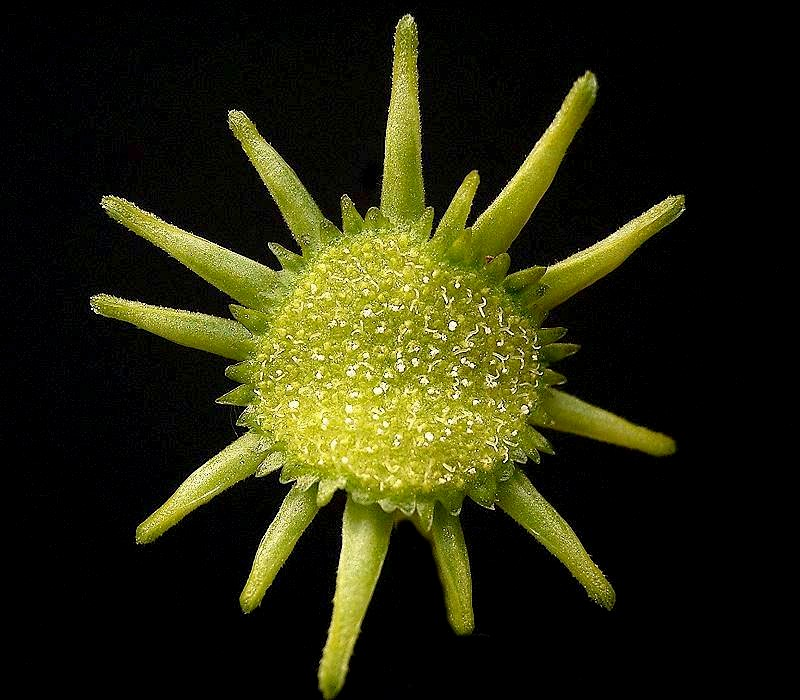
Tribus Dorstenieae: Scheinblüte der Dorstenia hildebrandtii

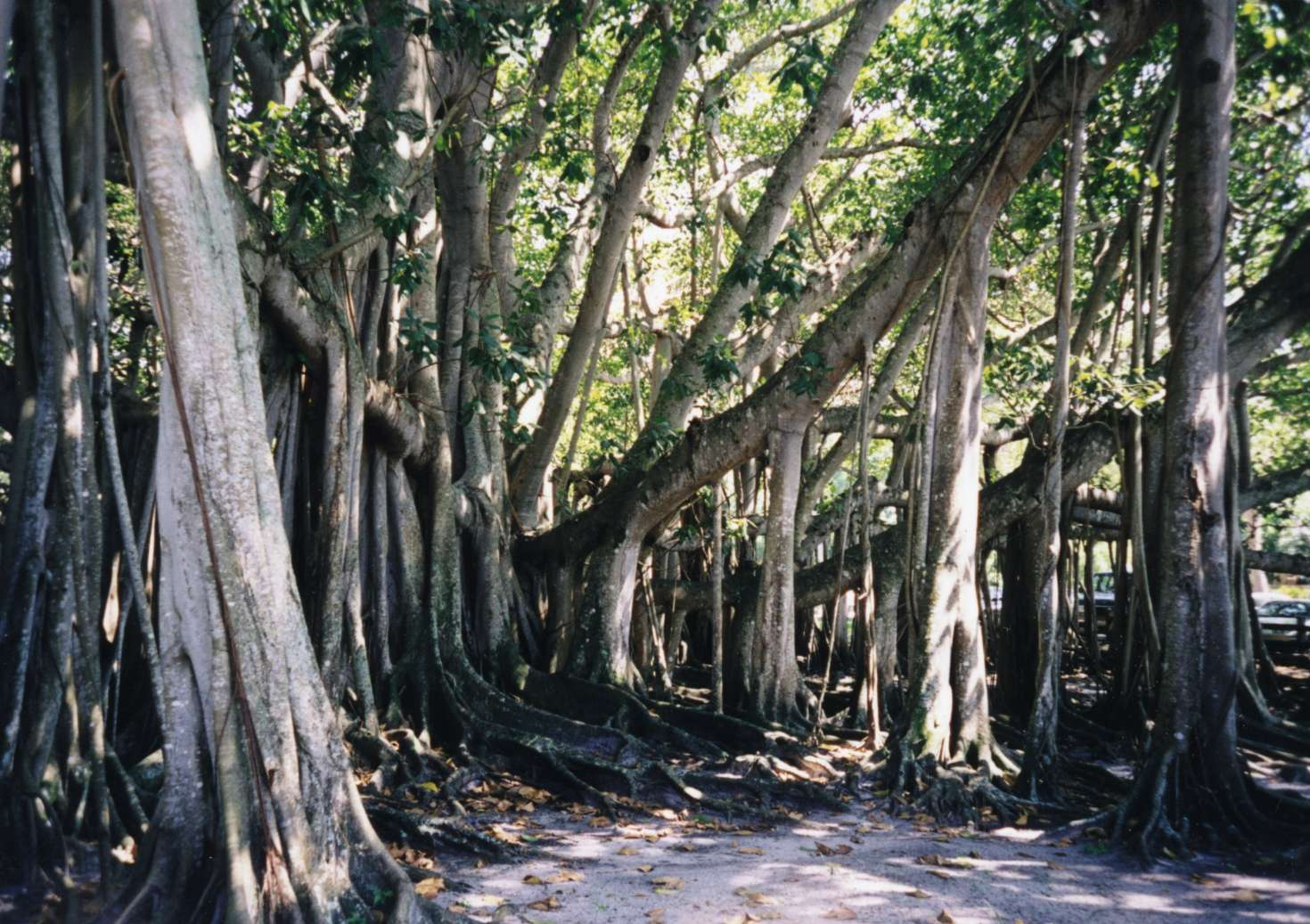
Tribus Ficeae: Banyanbaum (Ficus benghalensis)

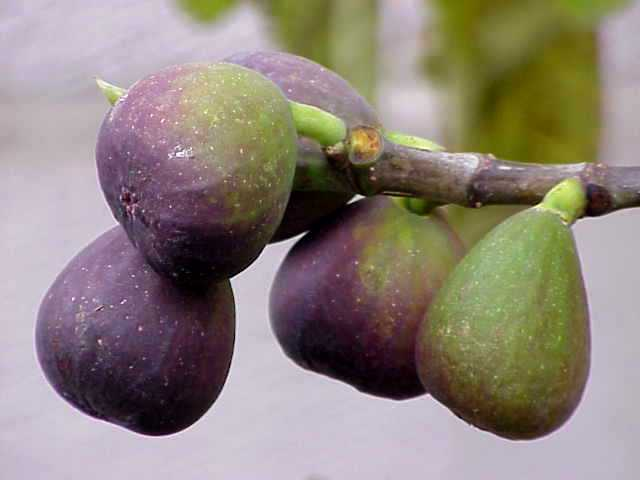
Tribus Ficeae: Fruchtstände der Echten Feige (Ficus carica)

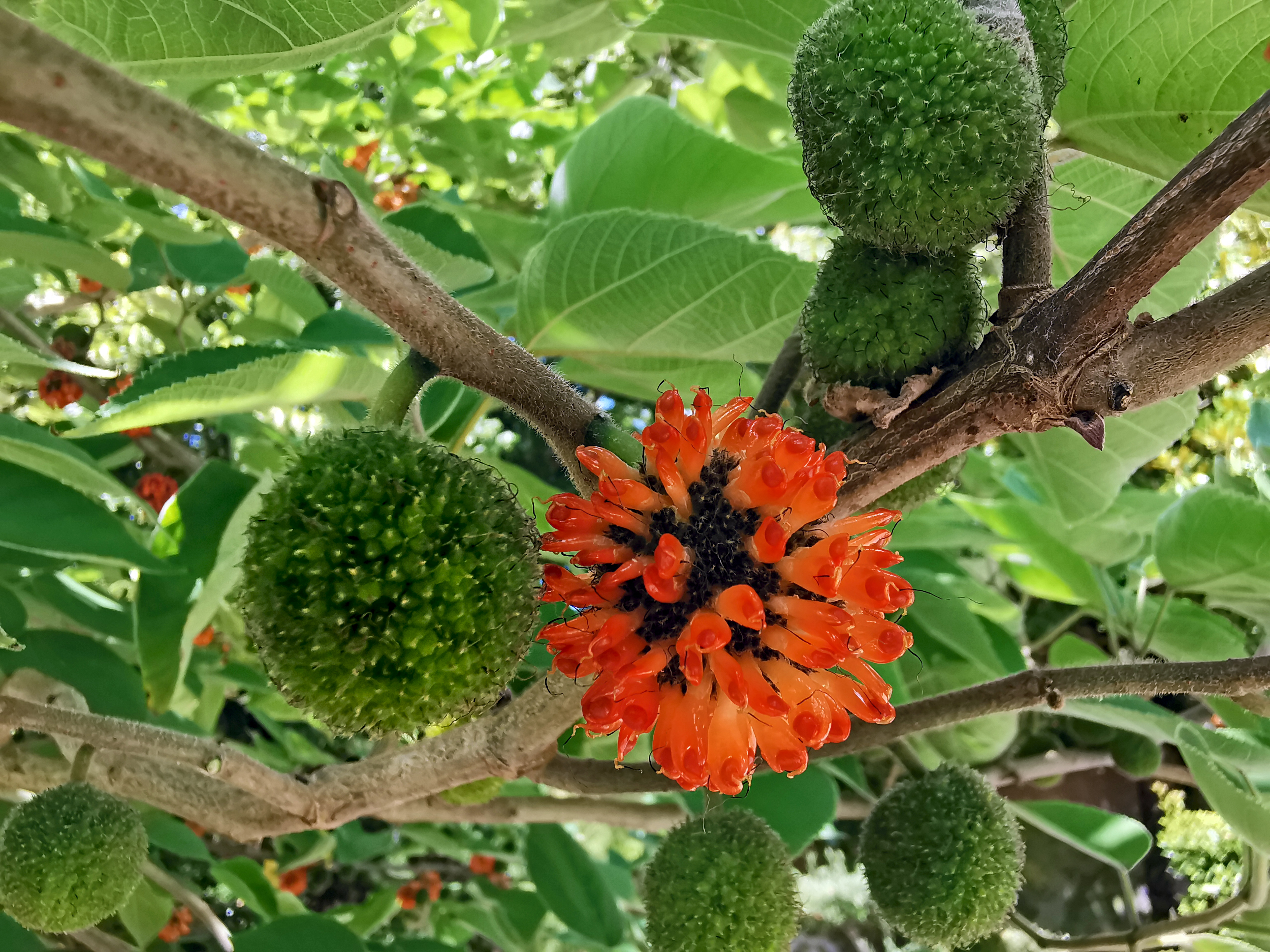
Tribus Moreae: Blütenstand des Papiermaulbeerbaums (Broussonetia papyrifera)

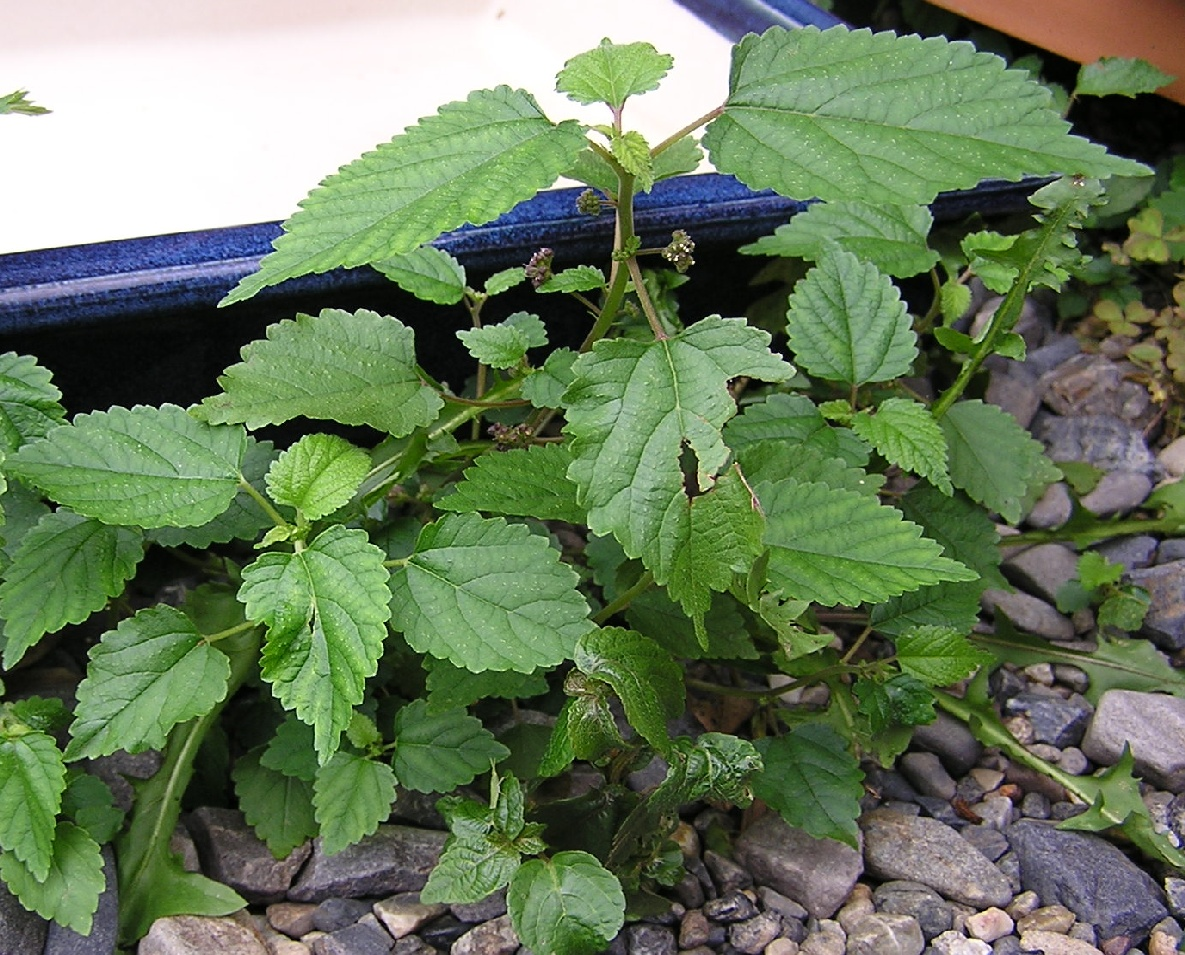
Tribus Moreae: Die einjährige Fatoua villosa

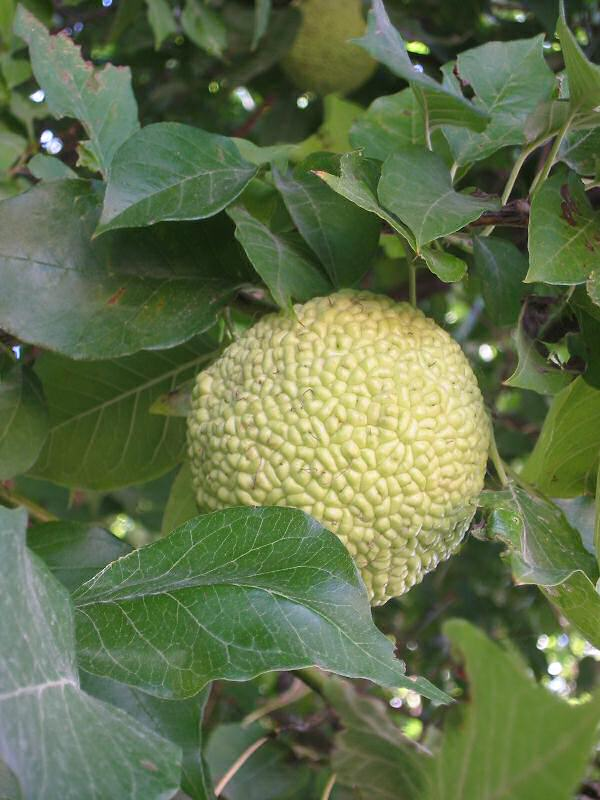
Tribus Moreae: Frucht des Milchorangenbaums (Maclura pomifera)

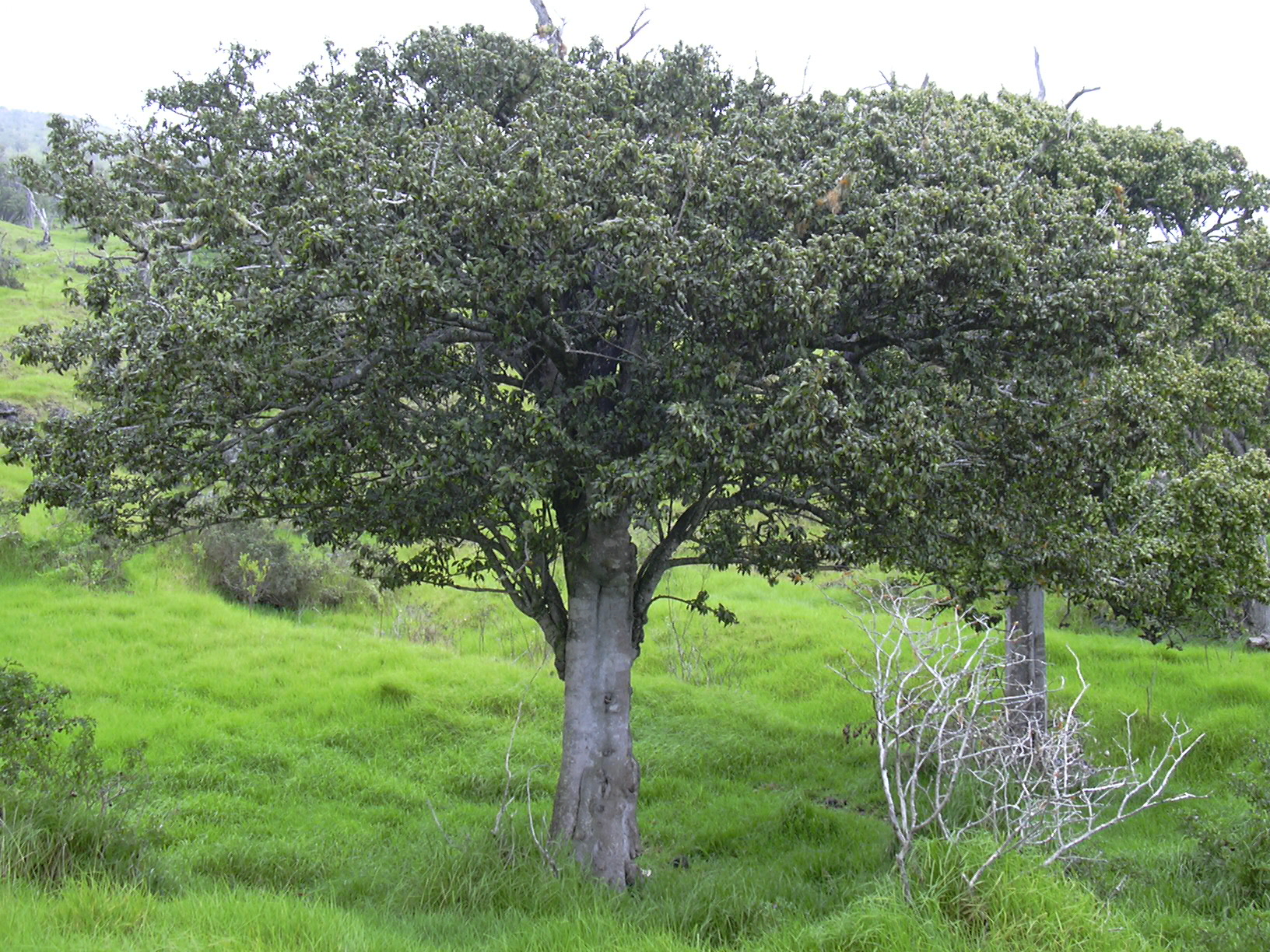
Tribus Moreae: Habitus von Streblus pendulinus

## Nutzung
Ein Teil der Arten (Artocarpus, Ficus, Morus) bildet essbare Früchte. Wenige Morus- und Maclura-Arten werden als Futterpflanze für die Seidenraupe (Bombyx mori) kultiviert. Viele Arten (Artocarpus, Broussonetia) werden als Lieferanten für Tropenholz und Furnierherstellung genutzt. Einige Broussonetia-, Maclura- und Morus-Arten liefern den Rohstoff zur Papierherstellung.
Einige Arten (Ficus) und ihre Sorten sind Zierpflanzen für Parks, Gärten und Räume.
Ausgewählte vom Menschen genutzte Arten:
- Brotfruchtbaum (Artocarpus altilis)
- Jackfruchtbaum (Artocarpus heterophyllus)
- Papiermaulbeerbaum (Broussonetia papyrifera)
- Banyan-Feige (Ficus benghalensis)
- Birkenfeige (Ficus benjamina)
- Echte Feige (Ficus carica)
- Gummibaum (Ficus elastica)
- Geigen-Feige (Ficus lyrata)
- Großblättrige Feige (Ficus macrophylla)
- Pappel-Feige (Ficus religiosa)
- Maulbeer-Feige (Ficus sycomorus)
- Milchorangenbaum oder Osagedorn (Maclura pomifera)
- Färbermaulbeerbaum (Maclura tinctoria)
- Weiße Maulbeere (Morus alba)
- Schwarze Maulbeere (Morus nigra)
- Rote Maulbeere (Morus rubra)
- Streblus asper

## Systematik und Verbreitung
Die Moraceae besitzen Vorkommen weitgehend weltweit, mit Zentren der Artenvielfalt in der Alten Welt, besonders in Asien und den Inseln des Indonesischen Archipels und des Pazifiks.
Die Erstveröffentlichung des Familiennamens Moraceae erfolgte 1835 durch Charles Gaudichaud-Beaupré in Genera Plantarum ad Familias Suas Redacta, 13. Die Typusgattung ist Morus L. Synonyme für Moraceae Gaudich. nom. cons. sind: Artocarpaceae Bercht. & J.Presl, Ficaceae Bercht. & J.Presl.
Molekulargenetische Untersuchungen zeigten, dass die sechs oder sieben Familien der früheren Ordnung Urticales mit in die Ordnung Rosales gehören. Die Familie der Moraceae ist die Schwestergruppe der Urticaceae, mit denen sie einige Blütenmerkmale teilt.
Verwandte Familien innerhalb der Ordnung Rosales:
|  | Cannabaceae                                             |
|  |                                                         |
|  | \| \| Moraceae \| \| \| \| \| \| Urticaceae \| \| \| \| |
|  |                                                         |
|  | Moraceae                                                |
|  |                                                         |
|  | Urticaceae                                              |
|  |                                                         |

|  | Moraceae   |
|  |            |
|  | Urticaceae |
|  |            |

|  | Cannabaceae                                             |
|  |                                                         |
|  | \| \| Moraceae \| \| \| \| \| \| Urticaceae \| \| \| \| |
|  |                                                         |
|  | Moraceae                                                |
|  |                                                         |
|  | Urticaceae                                              |
|  |                                                         |

|  | Moraceae   |
|  |            |
|  | Urticaceae |
|  |            |

|  | Cannabaceae                                             |
|  |                                                         |
|  | \| \| Moraceae \| \| \| \| \| \| Urticaceae \| \| \| \| |
|  |                                                         |
|  | Moraceae                                                |
|  |                                                         |
|  | Urticaceae                                              |
|  |                                                         |

|  | Moraceae   |
|  |            |
|  | Urticaceae |
|  |            |

|  | Cannabaceae                                             |
|  |                                                         |
|  | \| \| Moraceae \| \| \| \| \| \| Urticaceae \| \| \| \| |
|  |                                                         |
|  | Moraceae                                                |
|  |                                                         |
|  | Urticaceae                                              |
|  |                                                         |

|  | Moraceae   |
|  |            |
|  | Urticaceae |
|  |            |

Insbesondere aufgrund spezifischer Blütenmerkmale werden die Moraceae nach Datwyler & Weiblen 2004 in fünf Tribus unterteilt. Die Familie der Moraceae enthält 37 bis 40 Gattungen mit etwa 1100 (bis 1400) Arten:
- Tribus Artocarpeae R.Br.: Sie enthält sieben (früher bis zwölf) Gattungen mit etwa 87 Arten:
  - Brotfruchtbäume (Artocarpus J.R.Forst. & G.Forst.): Die 47 bis 50 Arten sind in Asien und im Indo-Pazifischen Raum verbreitet.
  - Batocarpus H.Karst.: Die etwa vier Arten sind in den Tropen Afrikas und Asiens verbreitet.
  - Clarisia Ruíz & Pav.: Die nur drei Arten sind in der Neotropis verbreitet.
    - Clarisia racemosa Ruiz & Pav.: Aus dem mittleren bis nördlichen Südamerika bis nach Zentralamerika

  - Hullettia King ex Hook.f.: Die nur zwei Arten sind in Südostasien verbreitet.
  - Parartocarpus Baill.: Die nur drei Arten sind im Indo-Pazifischen Raum verbreitet.
  - Prainea King: Die etwa vier Arten sind im Indo-Pazifischen Raum verbreitet.
    - Prainea limpato (Miq.) Beumée ex K.Heyne: Aus Malaysia, dem nördlicheren Indonesien, Neuguinea bis zu den Salomonen.

  - Treculia Decne. ex Trécul: Die nur drei Arten sind im tropischen Afrika verbreitet, beispielsweise:
    - Treculia africana Decne. ex Trécul

- Tribus Castilleae Berg: Sie enthält (früher acht) etwa zehn Gattungen:
  - Antiaris Lesch.: Sie enthält nur eine Art:
    - Antiaris toxicaria Lesch.: Die vier Unterarten kommen in den Tropen Afrikas, Asiens und Australiens weitverbreitet vor.

  - Antiaropsis K.Schum.: Sie enthält nur eine oder zwei Arten in Neuguinea.
  - Castilla Cerv.: Die etwa drei Arten sind in der Neotropis verbreitet. Darunter:
    - Castilla elastica Cerv.: Aus Mittelamerika und Mexiko bis Kolumbien und Ecuador.

  - Helicostylis Trécul: Die etwa sieben Arten sind in der Neotropis verbreitet.
    - Helicostylis tomentosa (Poepp. & Endl.) Rusby

  - Maquira Aubl.: Die etwa fünf Arten sind in der Neotropis verbreitet.
    - Maquira sclerophylla (Ducke) C.C.Berg: Aus dem mittleren bis nördlichen Brasilien, Venezuela und den Guyanas.

  - Mesogyne Engl.: Sie enthält nur eine Art:
    - Mesogyne insignis Engl.: Sie kommt im tropischen Afrika vor.

  - Naucleopsis Miq.: Die etwa 20 Arten sind in der Neotropis verbreitet.
  - Perebea Aubl.: verbreitet etwa neun Arten sind in der Neotropis verbreitet.
  - Poulsenia Eggers: Sie enthält nur eine Art:
    - Poulsenia armata (Miq.) Standl.: Sie kommt in der Neotropis vor.

  - Pseudolmedia Trécul: Die etwa neun Arten sind in der Neotropis verbreitet.
  - Sparattosyce Bureau: Die etwa zwei Arten kommen nur in Neukaledonien vor.

- Tribus Dorstenieae Gaudich.: Sie enthält etwa acht Gattungen:
  - Bosqueiopsis De Wild. & T.Durand: Sie enthält nur eine Art:
    - Bosqueiopsis gilletii De Wild. & T.Durand: Sie kommt im tropischen Afrika vor.

  - Brosimum Sw.: Die etwa 13 Arten sind in der Neotropis verbreitet. Darunter:
    - Amerikanischer Kuhbaum (Brosimum utile (Kunth) Pittier)

  - Dorstenien (Dorstenia L.): Von den 105 bis 170 Arten kommen 57 im tropischen Afrika, 46 im tropischen Amerika und eine im südlichen Indien und Sri Lanka vor, letztere sowie 18 afrikanische Arten sind sukkulent.
  - Helianthostylis Baill.: Die nur zwei Arten in der Neotropis verbreitet.
  - Scyphosyce Baill.: Die nur zwei Arten sind im tropischen Afrika verbreitet.
  - Trilepisium Thouars: Sie enthält nur eine Art:
    - Trilepisium madagascariense DC.: Sie kommt im tropischen sowie südlichen Afrika und Madagaskar vor.

  - Trymatococcus Poepp. & Endl.: Die nur drei Arten in der Neotropis verbreitet.
  - Utsetela Pellegr.: Sie enthält nur eine oder zwei Arten im tropischen Afrika.

- Tribus Ficeae Gaudich.: Mit der einzigen Gattung:
  - Feigen (Ficus L.): Die etwa 750 Arten sind weltweit in den Tropen verbreitet. Beispielsweise gibt es 44 Arten in Australien und etwa 99 Arten in China.

- Tribus Moreae Gaudich.: Sie enthält (früher acht) zehn Gattungen und etwa 70 Arten:
  - Bagassa Aubl.: Sie enthält nur eine Art:
    - Bagassa guianensis Aubl.: Sie kommt in der Neotropis vor.

  - Bleekrodea Blume: Die nur drei Arten kommen in Madagaskar und Südostasien vor.
  - Broussonetia L’Hér. ex Vent.: Die etwa acht Arten kommen in Madagaskar und Südostasien vor.
  - Fatoua Gaudich.: Die nur zwei oder drei Arten sind in Asien, Australien (eine Art) und Madagaskar verbreitet. Es sind einjährige krautige Pflanzen.
  - Maclura Nutt.: Die (eine bis) etwa elf Arten sind weltweit in den Tropen und in Nordamerika verbreitet.
  - Milicia Sim: Die nur zwei Arten sind im tropischen Afrika verbreitet.
  - Maulbeeren (Morus L.): Die etwa zwölf Arten sind in gemäßigten und subtropischen Zonen der Nordhalbkugel verbreitet.
  - Sorocea A.St.-Hil.: Die etwa 14 Arten sind in der Neotropis verbreitet.
  - Streblus Lour.: Die etwa 22 Arten kommen in Asien, Australien, Afrika und Madagaskar vor.
  - Trophis P.Browne: Die drei bis neun Arten kommen in der Neotropis, Südostasien und Australien (eine Art) vor. Darunter:
    - Trophis montana (Leandri) C.C. Berg

Wie DNA-Analysen unterschiedlicher Arbeitsgruppen zeigen, sind die Gattungen Artocarpus, Batocarpus, Brosimum, Castilla, Streblus und Trophis nicht monophyletisch, da einzelne ihrer Arten unterschiedlichen Tribus entsprechen, und bedürfen daher noch weiterer Bearbeitung.